# Esko Aho
Esko Tapani Aho (20 de mayo de 1954) es un político y ex-primer ministro de Finlandia. Con 36 años, se convirtió en el primer ministro más joven de Finlandia.
Gobernó su país entre 1991 y 1995. Fue candidato en las elecciones presidenciales
de 2000. Quedó en segundo lugar, detrás de Tarja Halonen.
Es miembro del Club de Madrid.